# Mount Sinai Medical Center (Miami Beach)
Mount Sinai Medical Center es un hospital ubicado en 4300 Alton Road en Miami Beach, Florida, y es el hospital independiente sin fines de lucro más grande del sur de Florida. La institución abrió en su ubicación actual el 4 de diciembre de 1949.

## Ubicaciones y afiliaciones
Mount Sinai Medical Center incluye seis ubicaciones en todo el condado de Miami-Dade. En 2009, Mount Sinai Medical Center comenzó una afiliación con la Universidad de Columbia, lo que permitió a estudiantes y pacientes tratar, investigar y estudiar entre Miami y Nueva York. Como parte de la afiliación, se crearon el Mount Sinai Heart Institute y las divisiones de Cardiología y Urología de la Universidad de Columbia. 
No está afiliada a la Escuela de Medicina Mount Sinai ni al Hospital Mount Sinai, establecido en 1852 en Nueva York.
Las cinco ubicaciones satélites del centro incluyen un departamento de emergencias independiente, consultorios médicos, centro de diagnóstico y un centro de cáncer en Aventura, consultorios médicos en Coral Gables, Hialeah y Key Biscayne y un laboratorio de cateterismo, diagnóstico y sueño en Coral Gables. Mount Sinai da trabajo a más de 4000 empleados y 500 voluntarios.

## Instalaciones

### Miami Heart Institute
Mount Sinai compró el Miami Heart Institute en el año 2000 por 75 millones de dólares con la intención de que la consolidación de los dos hospitales aliviaría lentamente la competencia de las dos instalaciones cercanas y mejoraría su imagen. Muchos de los médicos, enfermeras y personal técnico calificado de Miami Heart Institute fueron trasladados al Mount Sinai como parte de la adquisición. En febrero de 2012, Mount Sinai Medical Center vendió el edificio del Miami Heart Institute, que fue remodelado en un condominio de lujo bajo la marca Ritz-Carlton. A fecha de 2020, Mount Sinai Medical Center es el único hospital de la ciudad y su mayor empleador.

### Mount Sinai Medical Center
Proporciona servicios clínicos como reumatología, inmunología, cardiología, oncología, neurología, urología, psiquiatría, endocrinología, servicios de emergencia, diálisis, tratamiento del Alzheimer, entre otros.
El hospital actualmente consta de 15 edificios diferentes:
- Ascher Building
- Blum Pavilion
- Comprehensive Cancer Center
- De Hirsch Meyer Tower (edificio principal)
- Energy Building
- Golden Medical Office Building
- Greene Pavilion
- Greenspan Pavilion
- Gumenick Ambulatory Surgical Center
- Knight MRI Center
- Lowenstein Building
- Simon Medical Office Building
- Orovitz Emergency Building
- Pearlman Research Facility
- Warner Pavilion

## Nacimientos destacados
- Laila Ali, boxeadora profesional, hija del famoso boxeador Muhammad Ali, nació en el Miami Heart Institute el 30 de diciembre de 1977.

## Muertes destacadas
- Margaret Hayes, actriz estadounidenses.[4]
- Maurice Gibb un músico, cantante y compositor. Fue uno de los miembros del grupo The Bee Gees.[5]
- Michael Glyn Brown, cirujano.
- Vic Damone, un cantante y actor, de Ciudad de Nueva York muerta en el hospital.[6]
- Zaha Hadid, arquitecta iraquí ganadora del Premio Pritzker.[7]